# Улица Шкюню
Улица Шкю́ню (латыш. Šķūņu iela) — историческая улица в Риге, в её Старом городе. Расположена между улицей Калькю и Домской площадью. Длина улицы — 160 метров.

## История
Возникла в начале XIII столетия, являлась одной из центральных улиц немецкого поселения в средневековой Риге. Вела от рынка, который был расположен на современной улице Скарню (Резницкой), в сторону так называемых Больших ворот в укреплениях рижского поселения на пересечении улиц Зиргу и Шкюню.
Старейшее название улицы — Сапожная (Сапожников). В латинской традиции она именовалась Platea Sutorum. Под этим названием улица впервые упоминается в исторической документации в 1340 году. На нижненемецком языке название улицы — Schustrate, Schomarstrate. Это название она носила с 1413 по 1577 год. Известно, что на этой улице располагались мастерские цеха сапожников (Apotheke sutorum), эти мастерские впервые упоминаются в 1291 году. Более позднее название улицы — Scheuenstrasse (Сарайная) — появилось в XVIII веке как результат неправильного, трансформированного произношения в речи немцев-рижан.

## Достопримечательности
- д. 4 — Универмаг (1911, архитектор П. Мандельштам)[2]
- Комплекс домов с остатками монастыря, принадлежавшего ордену францисканцев, а также фрагменты церкви Катрины, под которой в ходе археологических раскопок были обнаружены древние остатки рижского храма, возможно являвшегося первой Домской церковью. В алтарной части этой церкви сохраняются фрагменты старинной часовни, принадлежавшей братству Черноголовых (время застройки: XIII—XX века, дома 9, 11).
- д. 12/14 — жилой дом (1900—1901, построен по проекту архитекторов Г. Шеля и Ф. Шеффеля в стилистике раннего рижского модерна), принадлежал директору Рижской электротехнической фабрики Г. Детману)[3][4].
- д. 13 (1894, архитектор К. Фельско).
- д. 16 — жилой дом (1822, архитектор Юлиус Адольф Шпацирс, перестроен в 1879 году архитектором Г. Шелем).
- д. 17 — жилой дом (И.-З. Голлендера), построенный по проекту архитектора К. Хаберланда (1780—1787).
- д. 19 — жилой дом (1787, архитектор К. Хаберланд; перестроен с увеличением этажности в 1872 году архитектором Я.-Ф. Бауманисом).